# Otrava muchomůrkou zelenou

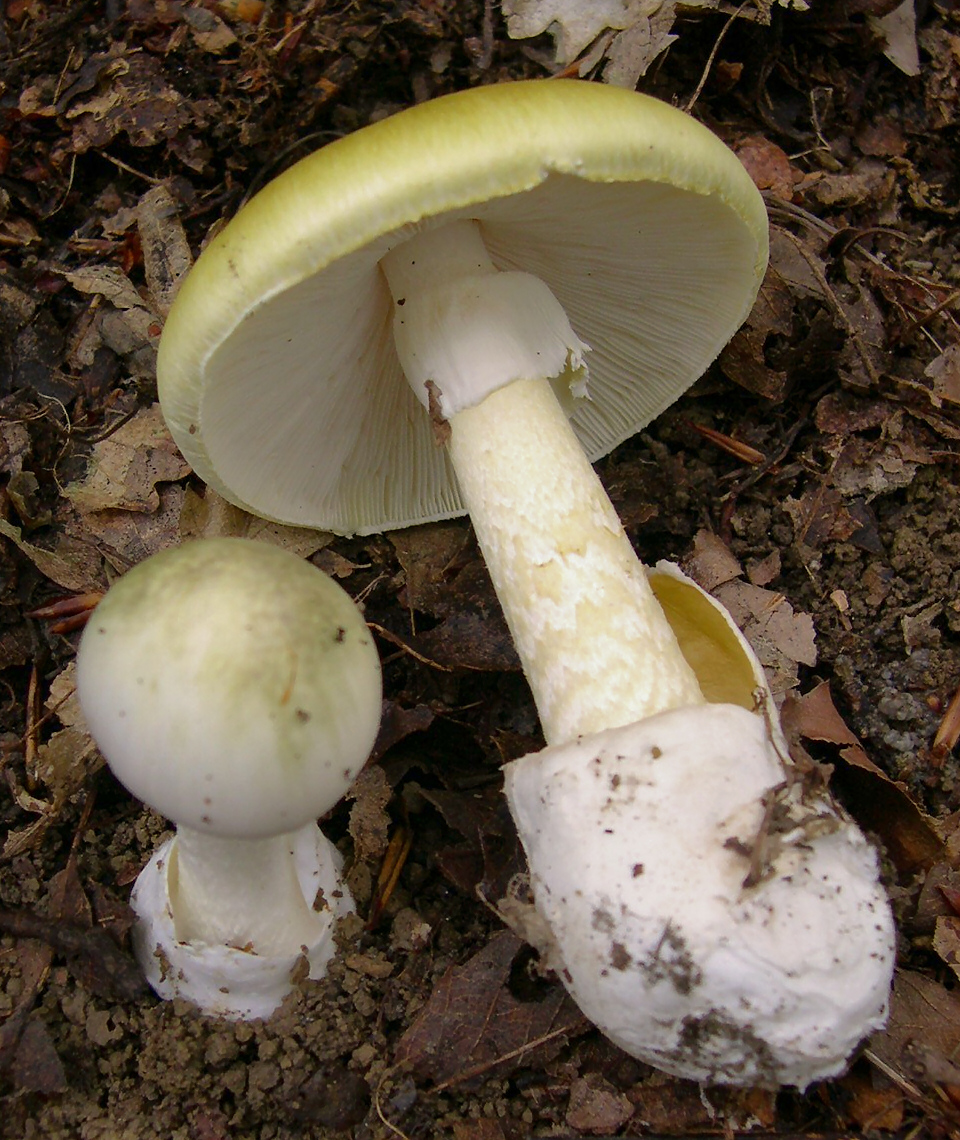
Muchomůrka zelená

Alfa-amanitin – hlavní toxin muchomůrky zelené.

Otrava muchomůrkou zelenou neboli otrava komplexem muchomůrky zelené je hlavní druh tzv. faloidních otrav, které nastávají po požití muchomůrky zelené a dalších blízce příbuzných druhů. Patří k nejnebezpečnějším otravám, které mohou nastat po konzumaci hub; v rámci Evropy je muchomůrka zelená považována za nejjedovatější houbu. Tento typ otravy vyžaduje včasnou lékařskou péči, a to i v případě subjektivního zlepšení stavu. V opačném případě obvykle končí úmrtím.

## Houby působící faloidní otravy
Krom muchomůrky zelené působí identický (případně téměř identický) typ otrav ještě muchomůrka jarní a muchomůrka jízlivá. V praxi jsou otravy všemi třemi druhy v záznamech a statistikách uváděny společně jako otrava muchomůrkou zelenou. Krom jmenovaných muchomůrek se faloidní jedy vyskytují v některých čepičatkách (čepičatka podzimní, čepičatka jehličnatá) a některých drobných teplomilných bedlách (bedla chřapáčová, bedla chřapáčovitá, bedla načervenalá).

### Muchomůrka zelená

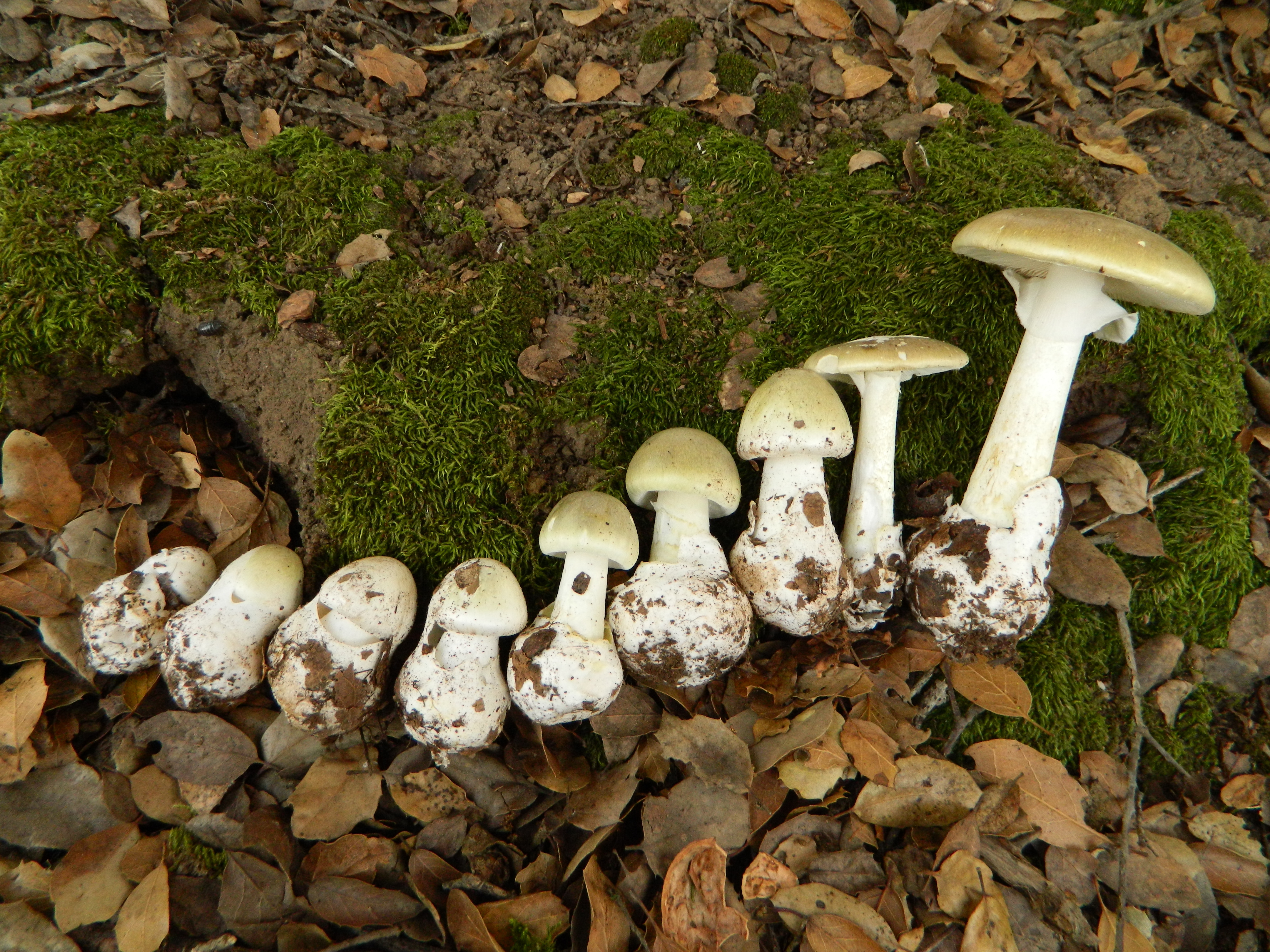
Různě staré plodnice muchomůrky zelené

Muchomůrka zelená (Amanita phalloides) je lupenatá houba, pro niž je typický klobouk s bledě až olivově zelenou pokožkou (na slunci může být vybělená), bílé lupeny (pouze u velmi starých plodnic tmavé), štíhlý bílý třeň s prstenem a bílou blanitou pochvou na bázi třeně. Dužnina voní nevýrazně, případně po vadnoucí růži, při sušení po medu, ve stáří je cítit syrovým bramborem. Tyto znaky houbu odlišují od většiny jedlých druhů, s nimiž bývá zaměňována. Muchomůrka zelená se v České republice vyskytuje velice hojně, především pod listnatými stromy, s nimiž žije v symbióze (mykorhiza).

### Další muchomůrky faloidního typu
V teplejších oblastech muchomůrku zelenou zastupuje muchomůrka jarní (liší se bílým kloboukem), v horách pak muchomůrka jízlivá (rovněž s bílým kloboukem) – všechny tři jsou srovnatelně jedovaté, průběh otravy i léčba jsou identické jako v případě muchomůrky zelené.

## Příčiny otrav
Důvodem otrav je ve většině případů záměna za jedlý druh, často však i za houbu s výrazně odlišnými znaky nebo zcela jiného vzhledu.

### Záměny
V první polovině 20. století byly velmi často uváděny záměny za čirůvku zelánku. Tato houba však téměř vymizela z lesů, takže jejích sběračů (a tím i otrav v důsledku záměny) ubylo. V posledních desetiletích se proto častěji objevují záměny za pečárky (žampiony). Existují však i případy záměn za velmi odlišné houby, například bedlu vysokou, zelené holubinky, muchomůrku růžovku (masák) a podobně. Žádná ze jmenovaných hub však nevykazuje kombinaci tří základních znaků: bílé lupeny, prsten na třeni a blanitá pochva (kalich) na bázi třeně.
- pečárka (žampion)[4] – lupeny hnědavě zbarvené (nikoli bílé), chybí kalich
- bedla (vysoká)[4] – výrazně větší rozměry, typicky hrubě šupinatý a krémově hnědý klobouk[2]
- čirůvka zelánka[4] – chybí prsten i kalich, lupeny jsou žlutozeleně zbarvené (nikoli bílé)[5]
- holubinky[4] – chybí prsten i kalich, robustnější plodnice
- muchomůrka růžovka – růžové tóny, chybí kalich, prsten je rýhovaný
- vajíčka muchomůrky císařské[6] – základy lupenů ve vajíčku jsou žluté

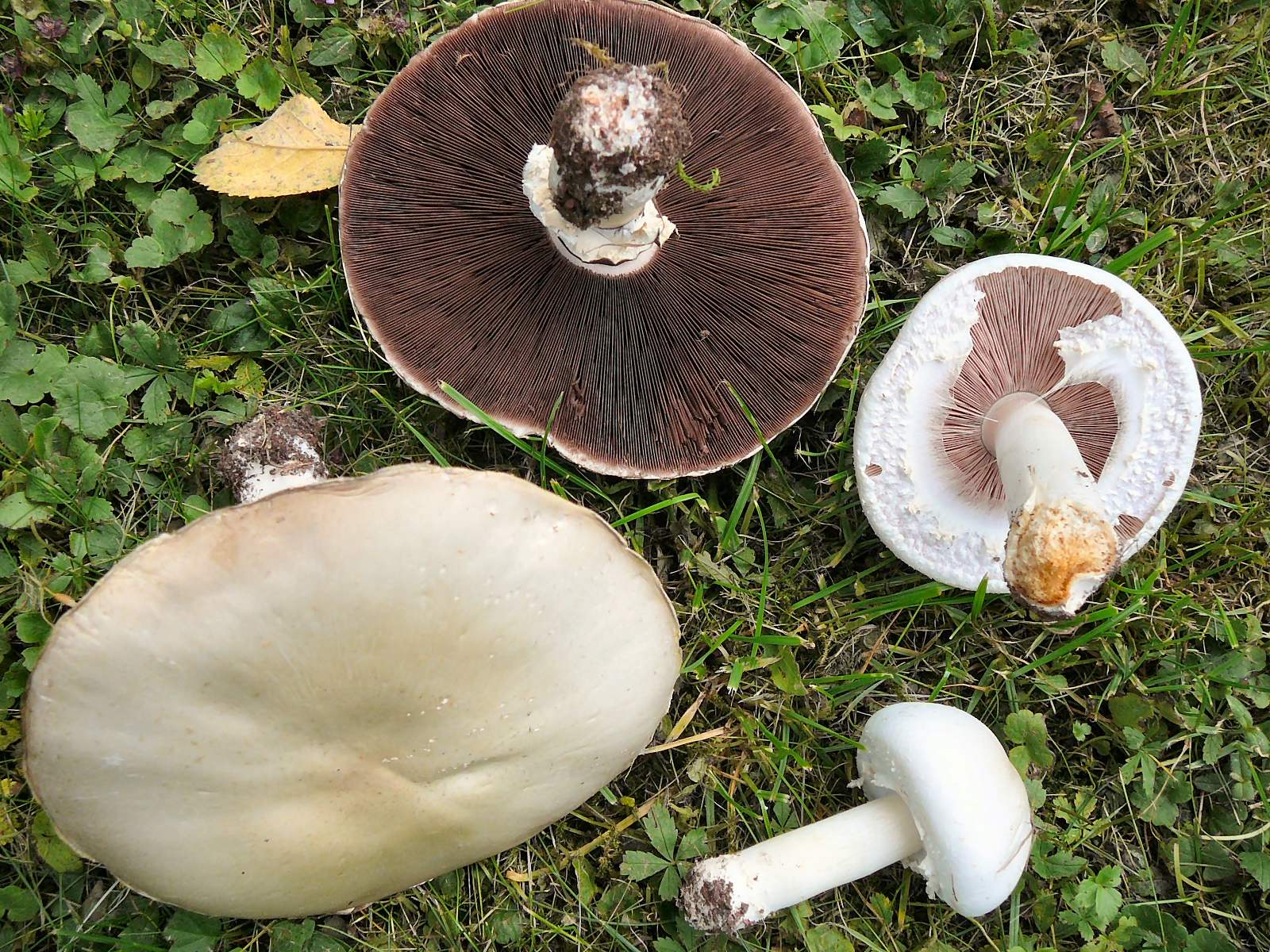
Pečárka ovčí
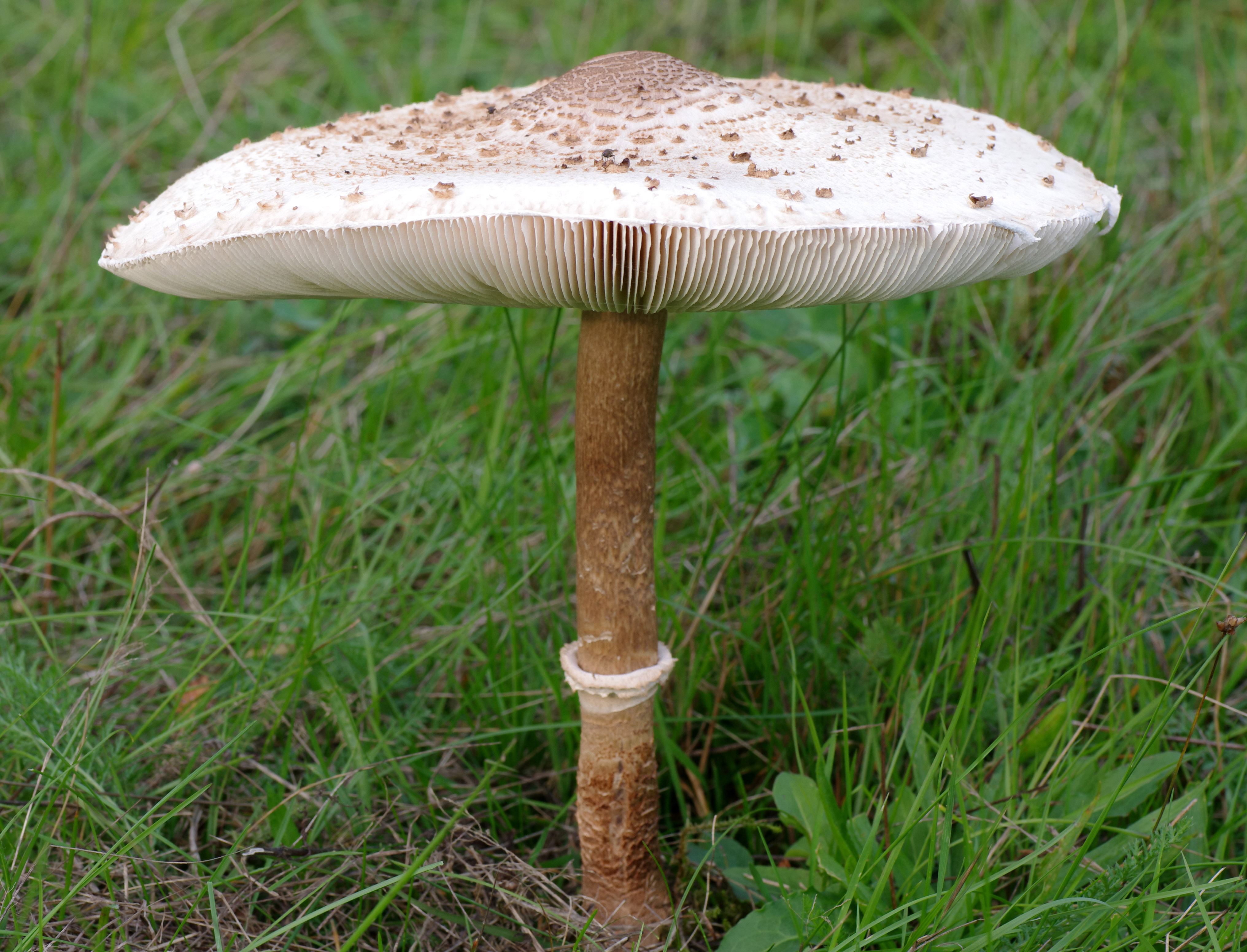
Bedla vysoká
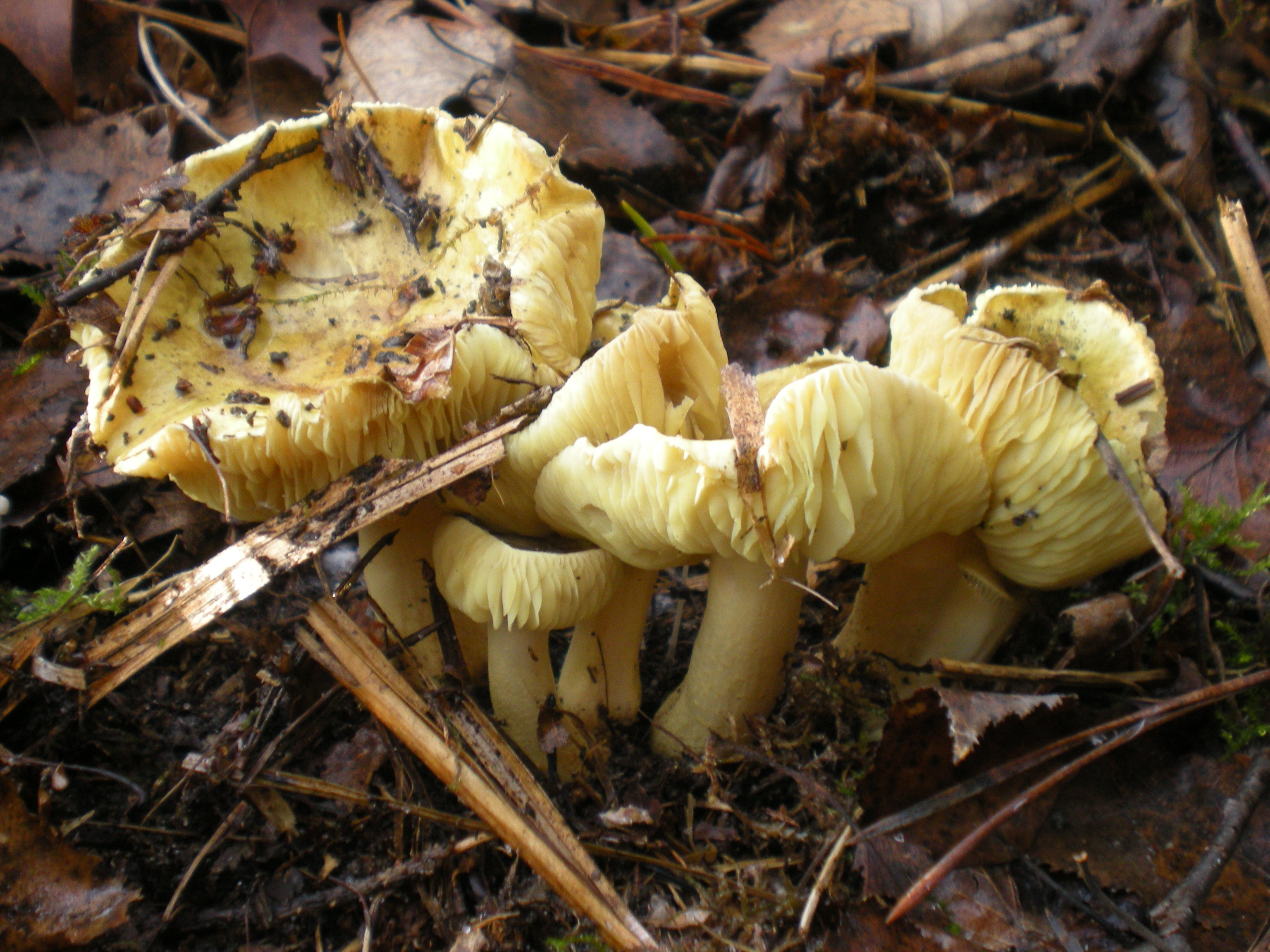
Čirůvka zelánka
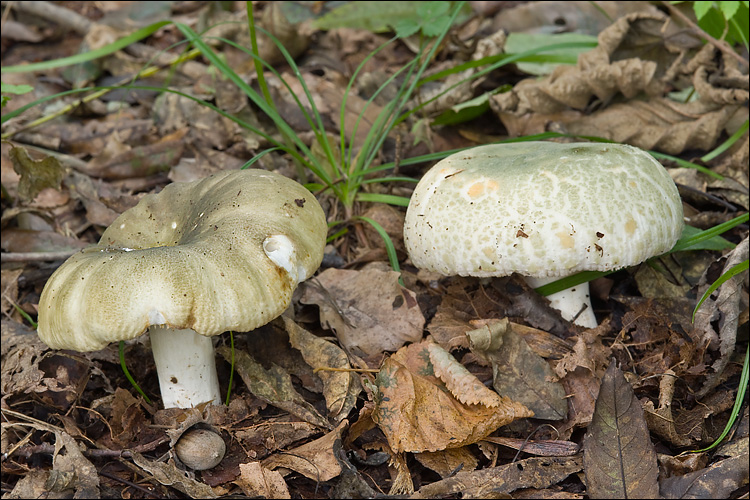
Holubinka nazelenalá
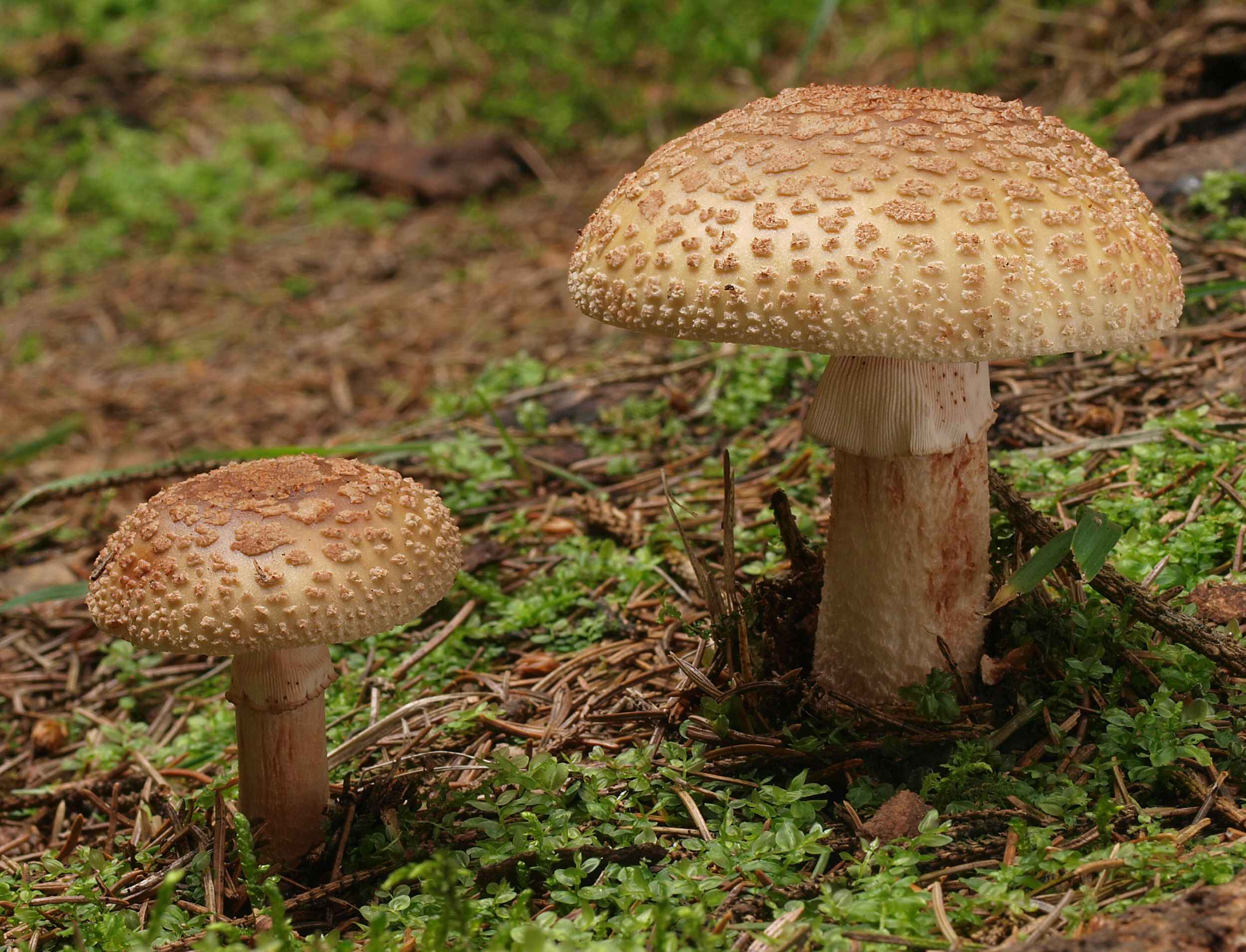
Muchomůrka růžovka
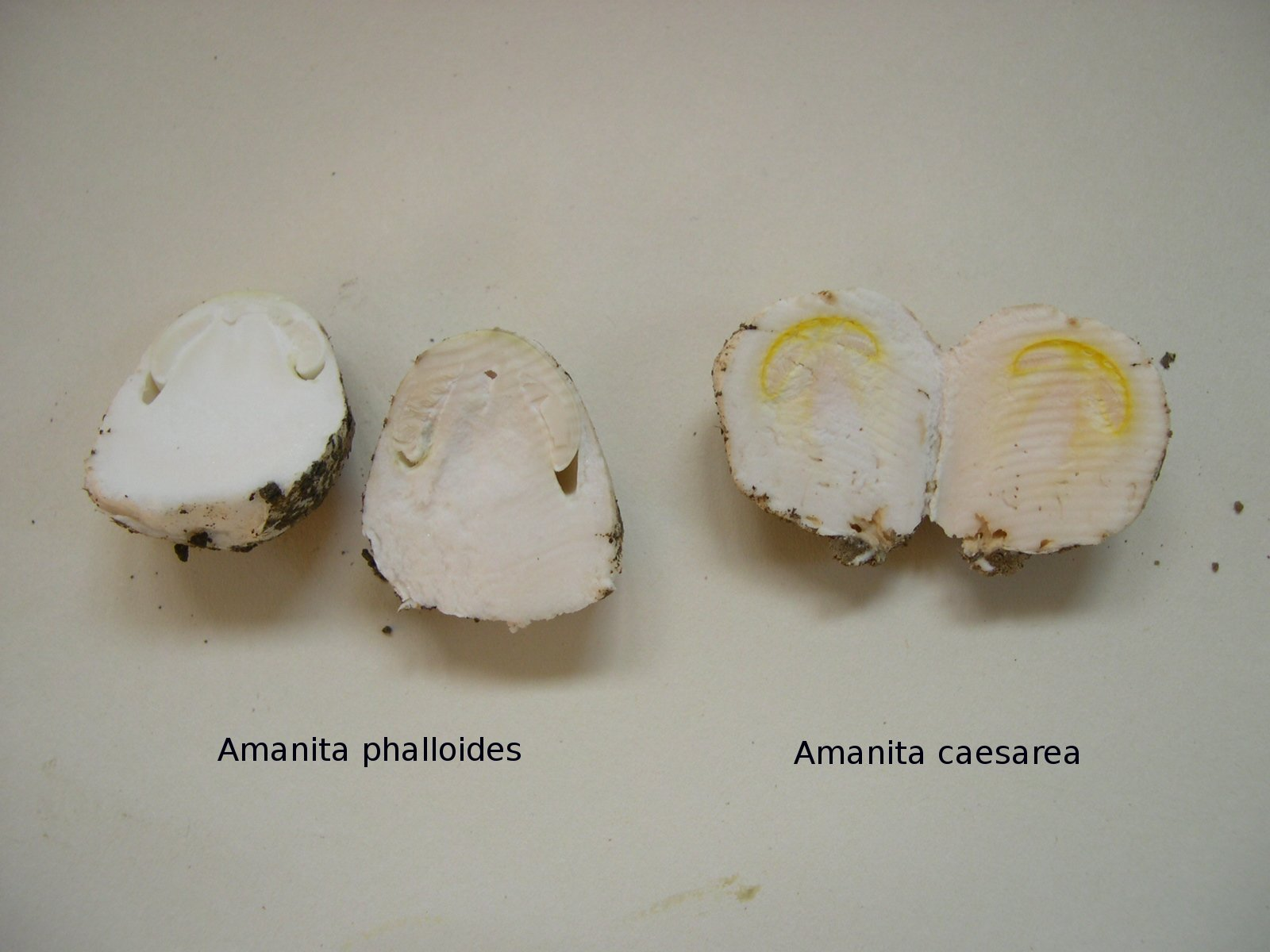
Muchomůrka zelená vs. muchomůrka císařská

### Houbařské pověry
Riziko dále zvyšují mylné pověry a předsudky, které se jedovatých hub týkají. Ty zpravidla hovoří o pálivé nebo hořké chuti, modrání dužiny, odstranění jedovatosti povařením a podobně, přičemž ve skutečnosti:
- muchomůrka zelená je velice chutná (potvrdila většina otrávených)[3][4][5]
- muchomůrka zelená nijak nezapáchá[7]
- muchomůrka zelená je jedovatá i uvařená
- muchomůrka zelená při rozkrojení nemodrá (dužnina zůstává bílá)[5][7]

Z těchto důvodů je třeba houbu určovat podle výše popsaných znaků, nikoli na základě pověr. Neexistuje žádné jednoduché a obecně platné pravidlo, na jehož základě by bylo možné odlišit jedovaté houby od jedlých.

### Čištění hub při sběru

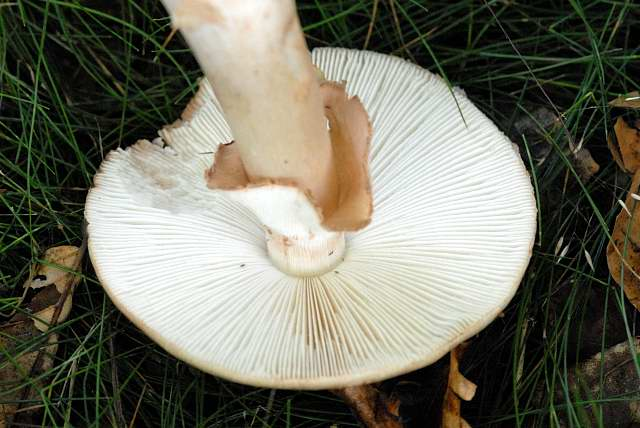
Prsten je nerýhovaný, někdy shora nazelenalý, může však chybět

Další z problémů představuje zvyk některých houbařů sebrané houby na místě zcela očistit: Odkrojení spodní části třeně s kalichem, odstraněním prstenu a sloupnutím zelené pokožky dojde ke zničení základních určovacích znaků a osoba, která houby dostane ke zpracování, již nemá možnost muchomůrku určit a otravě předejít. Za houby je proto zodpovědný především člověk, který je sbíral.

### Původ houby
Původ houby lze rozdělit do tří skupin. První (nejčastější) pochází z vlastnoručně sebraných hub, druhá z hub darovaných a třetí z hub zakoupených. Poslední skupinu se úspěšně daří držet na minimu díky legislativě, která stanovuje, kdo a jakým způsobem může houby prodávat. Klíčovou roli hrají tři podmínky: V současné době lze prodávat jen tzv. tržní druhy, u kterých nehrozí nebezpečí (a které znalý člověk nemůže zaměnit za jedovatý druh), dále musí prodejce složit příslušné zkoušky, které ověřují i znalost jedovatých hub a nakonec prodávané houby nesmějí být upraveny (oloupáním a podobně). Z doby před zavedením této praxe vzpomínal mykolog František Smotlacha i na případ, kdy během prodejů vyřadil trhovkyni z nabízených hub právě muchomůrky zelené.

## Otrava
| „                     | Muchomůrka tato jest naše nejjedovatější houba. Požití její zpravidla bývá smrtelné a umírání jest nejvýš trapné, ano trvá dlouho, děje se za úplného vědomí, a spočívá v oblenování tepu srdečního a zastavování dechu. | “ |
| — Dr. Jan Macků, 1924 | |   |

### Průběh
Otrava tepelně zpracovanou muchomůrkou zelenou se projevuje teprve s několikahodinovým odstupem od konzumace pokrmu, první příznaky nastupují nejdříve 6, obvykle však 8–12 hodin po požití hub, v některých případech i později (v řádu až několika desítek hodin). V případě požití syrové houby mohou symptomy nastoupit dříve. Ty se projevují nejdříve nevolností, opakovaným zvracením a průjmy. Z důvodu mnohahodinové latence mnohdy otrávený nespojuje tuto nevolnost s požitím hub. Následně je nemocný silně vyčerpán, ztrátou tekutin dochází k dehydrataci a demineralizaci, objevují se křeče v nohou, apatie, poté poruchy močení následkem zasažených ledvin. Tato první fáze trvá obvykle 48 hodin. Otrávený může v jejím průběhu podlehnout v důsledku ztráty tekutin (především děti a staré osoby), případně pro intoxikaci nevylučovaných metabolitů.
V další fázi odezní průjmy a zvracení, dochází k subjektivnímu pocitu úlevy – ve skutečnosti probíhá poškození jaterní tkáně. Pokud není včas vyhledána lékařská pomoc (případně při konzumaci většího množství hub) upadá otrávený do bezvědomí a během 5. až 6. dne umírá na jaterní nedostatečnost nebo otok mozku. Zdánlivý pocit úlevy, kterým tato fáze začíná, nesmí být podceněn – někteří otrávení v jeho důsledku odmítli nastoupit do lékařské péče a následně zemřeli.

### První pomoc
V první fázi je třeba nemocnému podávat větší množství tekutin, ideálně neslazené (neperlivé) minerálky, která doplní i minerální látky – případně alespoň obyčejné vody, nevhodné je mléko a alkoholické nápoje. Následně je nutné zařídit co nejrychlejší převoz do nemocnice, kde bude rozhodnuto o dalším postupu. Pokud jsou k dispozici odkrojky od hub, které pacient požil, je vhodné je předat – nestrávené houby je možné rychleji určit a v důsledku toho rozhodnout o nejvhodnějším postupu léčby.

### Mechanismus
Výzkumy samotné podstaty otravy i léčby stále probíhají, takže se detailní poznatky i postupy v průběhu času mění. Základ otravy spočívá v poškození jater falotoxiny. Ty se z houby do organismu dostávají střevem, odkud se dostávají do žlučníku, kde se hromadí a zpětnou resorpcí prostřednictvím portálního oběhu se dostanou do jater. Dochází k poškození vnitřní struktury jater, buňky nemohou dýchat a odumírají. Případné poškození ledvin je důsledkem dehydratace a ztráty minerálních látek – při včasné pomoci k němu však nedochází.

### Léčba
Léčba začíná diagnózou, jejímž cílem je určit, zda je otrava skutečně způsobena muchomůrkou zelenou (resp. zda jde o otravu faloidního typu). Toxiny se v krvi postiženého vyskytují do 24 hodin po konzumaci houby; část lze zjistit i po 36 hodinách. V této době má ještě smysl přistoupit k jejich odstranění z krevního řečiště příslušnou metodou (např. forsírovaná diuréza, peritoneální dialýza, hemoperfúze).
Ve všech případech se pak přistupuje k výplachu žaludku a opakovaným výplachům střev, aby byly z trávicího traktu odstraněny silně jedovaté spóry muchomůrky. Při průjmech dochází ke zmnožení nevhodné střevní bakteriální mikroflóry, která může produkovat endotoxiny násobící účinky houbového jedu. Z toho důvodu jsou nemocnému podávány léky k potlačení těchto bakterií (zejména antibiotikum, například megadávky penicilinu G).
Pokud se pacient dostavil až po odeznění první fáze, kdy již toxiny nejsou přítomné v krevním řečišti a nelze zasáhnout preventivně jejich odstraněním, je potřeba podpořit činnost ledvin a jater po dobu jejich působení. Pro zachování činnosti ledvin je přistoupeno k rehydrataci a remineralizaci (postup je třeba volit v závislosti na tom, zda je pacient schopný přijímat tekutiny ústy). Pro podporu jater se používá například kyselina thioktová (300–500, i více mg denně), která pomáhá udržet v činnosti buněčné dýchací procesy (při použití infúze se přidává s roztoky sorbit a vitamín C až 2 × 2 mg denně).

### Historické léčebné metody
Josef Velenovský v roce 1920 pokládal otravu muchomůrkou zelenou (v okamžiku, kdy se již objevily příznaky) za neléčitelnou: „Tu pak nutně následovati musí smrt, neboť není žádné pomoci“.
Dujarric de la Riviére z Pasteurova ústav v Paříži pracoval v první polovině 20. století na vývoji séra. To připravil v roce 1925 očkováním koně výtažky z muchomůrek. Kůň se měl postupem času stávat odolnějším, následně mu byla odebírána krev a z ní vyráběno sérum. Účinky tohoto přípravku ale nebyly valné a trvanlivost séra nízká.
Limousin roku 1932 experimentoval s metodou, při které je nemocný krmen směsí rozsekaných králičích orgánů, konkrétně 3 žaludků a 7 mozků. Předpokladem úspěchu byl fakt, že králík dokáže zkonzumovat značné množství houby, aniž by pošel (zcela rezistentní však není). Tento postup se rovněž nesetkal s valným úspěchem – mimo jiné i proto, že nemocní při otravě zvracejí i běžné jídlo, natož takto odporný medikament.
Smotlacha v roce 1947 jako běžný léčebný postup uvádí injekce cukru, transfúzi krve a povzbuzování srdeční činnosti.

### Úspěšnost léčby, úmrtnost a trvalé následky
Smotlacha (1939) uváděl 60% úspěšnost léčby a to pouze v lehčích případech, navíc často s dlouhotrvajícími následky. Týž autor roku 1947 zmiňuje, že 50–60 % postižených během třetího dne otravy umírá a celková úmrtnost se pohybuje kolem 90 %.
Albert Pilát (1964) hovoří o minimálně 55% úmrtnosti (tedy nejvýš 45% úspěšnosti) s často celoživotními následky, ve stejném období uvádí František Kotlaba až 80% úmrtnost.
V 80. letech 20. století byla podle mykologů Zdeňka Kluzáka a Miroslava Smotlachy naděje na uzdravení při zahájení léčby ještě 36 hodin po požití hub.
V současnosti (2012) uvádějí Beran a Holec 25% úmrtnost.

## Příklady otrav
| „                        | Jest skoro nepochopitelno, že lidé ji za jiné jedlé houby zmatou, vždyť zelený klobouk mají nejvýš holubinky a zelánky, které přece docela jinak vypadají a mimo to zelánky rostou až pozdě na podzim. | “ |
| — Josef Velenovský, 1920 | |   |

### Záměna s žampiony

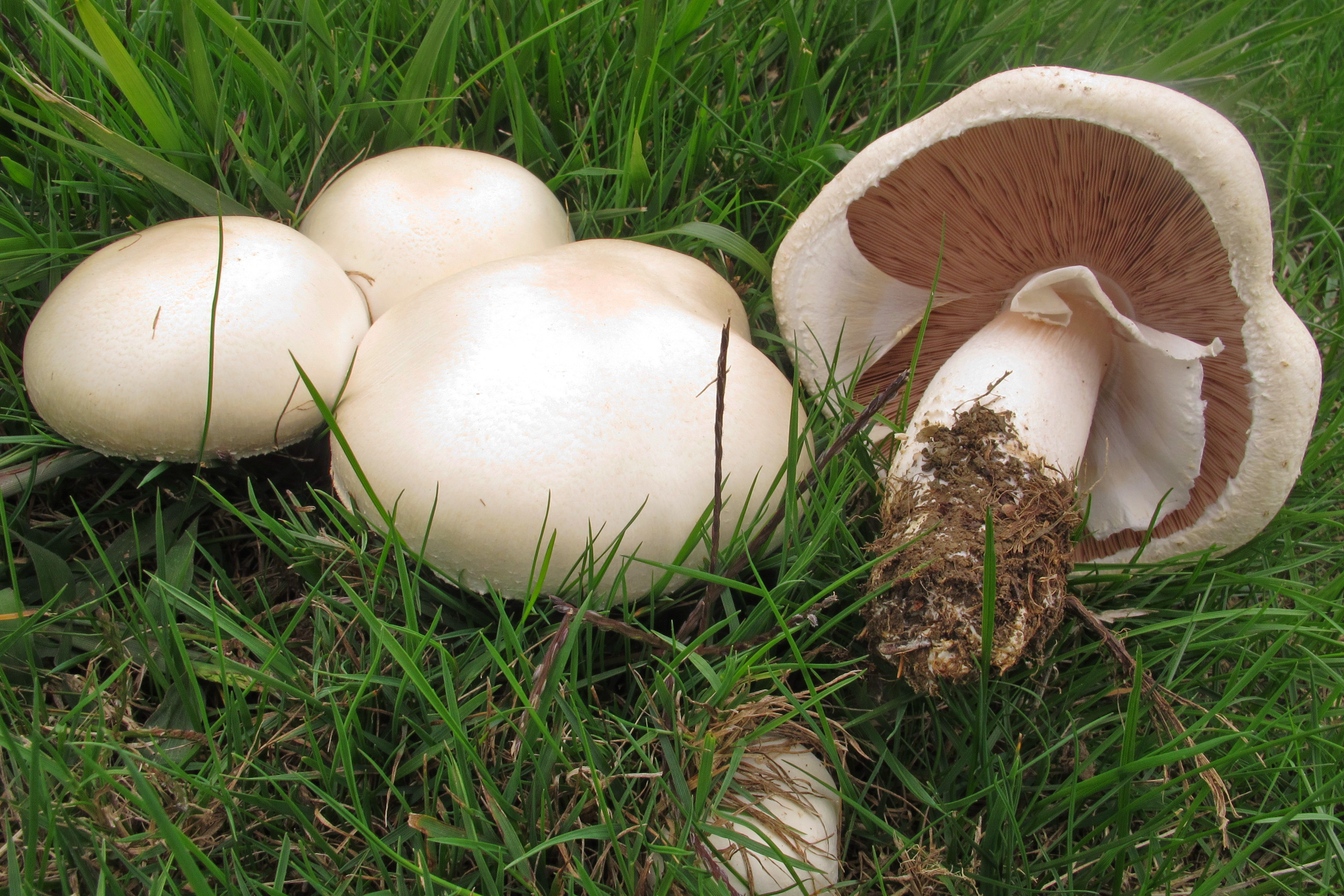
Většina jedlých českých pečárek má bílý nebo krémový klobouk, čokoládově hnědé lupeny a anýzovou vůni. Navíc se vyskytují především mimo les, na loukách a polích – na rozdíl od muchomůrky zelené, která je vázaná na kořeny stromů.

Mezi veřejně známé případy patří otrava tříčlenné rodiny, k níž došlo 21. července 1950 u Panenských Břežan. Matka šla natrhat pečárky a přestože si byla vědoma, že mají mít bílý klobouk, natrhala muchomůrky zelené. Zelenou barvu si vysvětlila vlastní domněnkou – žampiony z louky jsou bílé protože na ně svítí slunce, žampiony z lesa jsou zelené, protože na ně slunce nemůže. Zelených hub nasbírala asi deset, na 18. hodinu z nich připravila smaženici. Jídlo celé rodině velmi chutnalo. V 6 hodin ráno vzbudila paní nevolnost, dostavilo se zvracení a poté průjem; stejné symptomy následovaly u manžela. U syna se zvracení projevilo později. Paní proto požádala sousedku, aby ji se synem odvezla do nemocnice. Manžel zůstal na místě, odmítl převoz do nemocnice, protože si nechtěl kazit dovolenou.
Syn vykazoval známky nevolnosti i po výplachu žaludku a po projímadlech. Po půlnoci dne 24. července se jeho stav přes veškerou léčbu rychle zhoršil, dostavily se silné bolesti břicha provázané průjmem a ve 3:15 došlo k zástavě srdce. Zemřel 57 hodin po konzumaci hub na zástavu srdce. Matka byla ošetřena, ale odmítla setrvat v nemocnici. Později se její stav zhoršil a do nemocnice se vrátila. 24. července se projevilo zvracení, slabost a silná bolest v jaterní oblasti (bez příznaků žloutenky). Byla zahájena intenzivní jaterní léčba včetně použití nejmodernějších medikamentů (lékaři zkusili i výše popsanou Limousinovu metodu). Ráno 25. července byla pacientka apatická, ospalá, ztratila zrak. Léčba byla ještě zesílena, přesto se začaly projevovat poruchy srdeční činnosti, které neustávaly ani po podání podpůrných prostředků. Ve 13 hodin přestala reagovat na podněty, 24 hodin poté (115 hodin po požití muchomůrky zelené) zemřela.
Otec navštívil syna a manželku 22. července, odmítl však v nemocnici zůstat. Podle výpovědi souseda měl časté průjmy, vysílením už nemohl ani chodit. 23. července byl nalezen kolemjdoucími houbaři před chatou a převezen do nemocnice. Následující den byl oblouzněný, spavý, diagnostikováno již bylo zvětšení jater. Přes veškerou péči 25. července v 17:30 zemřel (96 hodin po konzumaci hub).

### Záměna se zelánkami

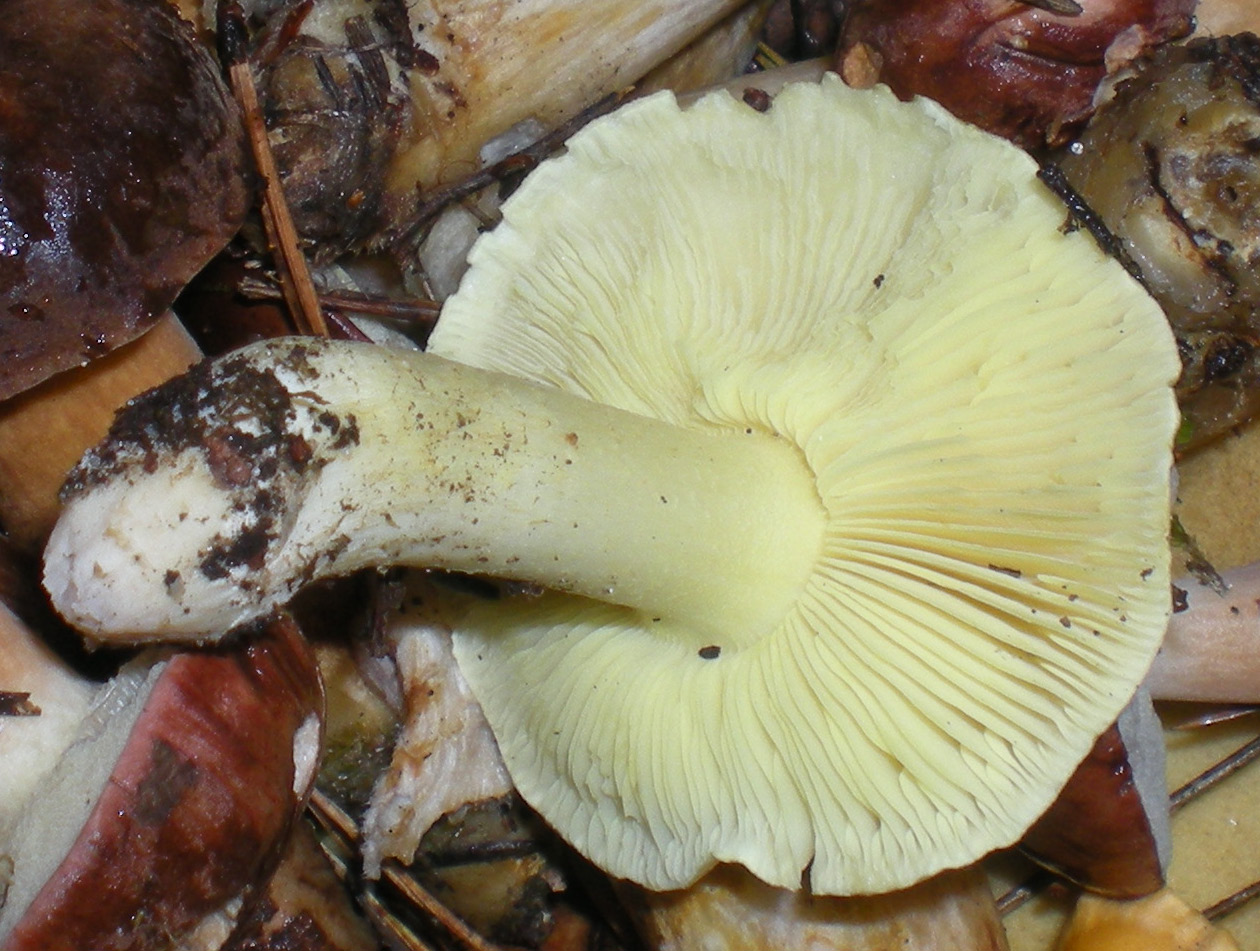
Čirůvka zelánka a podobná jedlá čirůvka osiková mají vždy lupeny zřetelně zelenožlutě zabarvené, postrádají prsten i pochvu.

Záměna za čirůvku zelánku byla běžnější v první polovině 20. století. Smotlacha uvádí řadu případů. Sedmadvacetiletý průvodčí z Žižkova si poblíž Pardubic nasbíral houby, které pokládal za zelánky. Po návratu je jeho matka připravila s vajíčky jemu, manželovi (61) i mladšímu bratrovi (17). Použila je i do polévky. V rozmezí 10–12 hodin po jídle se u všech tří mužů dostavilo zvracení a průjmy. Přivolaní lékaři pozorovali dehydrataci, tupé bolesti hlavy, slabé poblouznění, následně bolest nohou, křeče lýtek, zúžení zorniček, poté zdvojené vidění, znovu zvracení a krvavé průjmy. Otec a starší syn zemřeli čtvrtého dne na zástavu srdce, mladší syn o den později. Matka s dcerou, které jedly pouze polévku, byly stiženy mírněji. Matka pozorovala první příznaky teprve den po mužské části rodiny, veškeré léky ale zvrátila. Srdeční činnost podporovali lékaři černou kávou a náprstníkem. Průjmy ustaly po týdnu, chuť k jídlu přišla po čtrnácti dnech. Dlouhou dobu přetrvávaly břišní bolesti. Dcera trávicí potíže neměla (jedla pouze polévku a většinu hub nechala na talíři), pouze pozorovala, že jí tuhnou dásně a nemůže otevírat ústa. Záměna byla vysvětlena tak, že i když šlo o zkušeného houbaře, řadu let se sběru hub nevěnoval a ztratil ponětí o reálné podobě zelánek.
V jiném případě se matka, neznalá hub, rozhodla nasbírat zelánky. Otrávila sebe a syna, sama přežila, syn zemřel. Jiný případ hovoří o muži, který znal houby z mládí, ale poté se odstěhoval do kraje, kde nerostly, znaky skutečných zelánek zapomněl a v důsledku toho otrávil sebe a další čtyři členy domácnosti. Přežila pouze kojící matka a nemluvně.

### Záměny s ostatními druhy

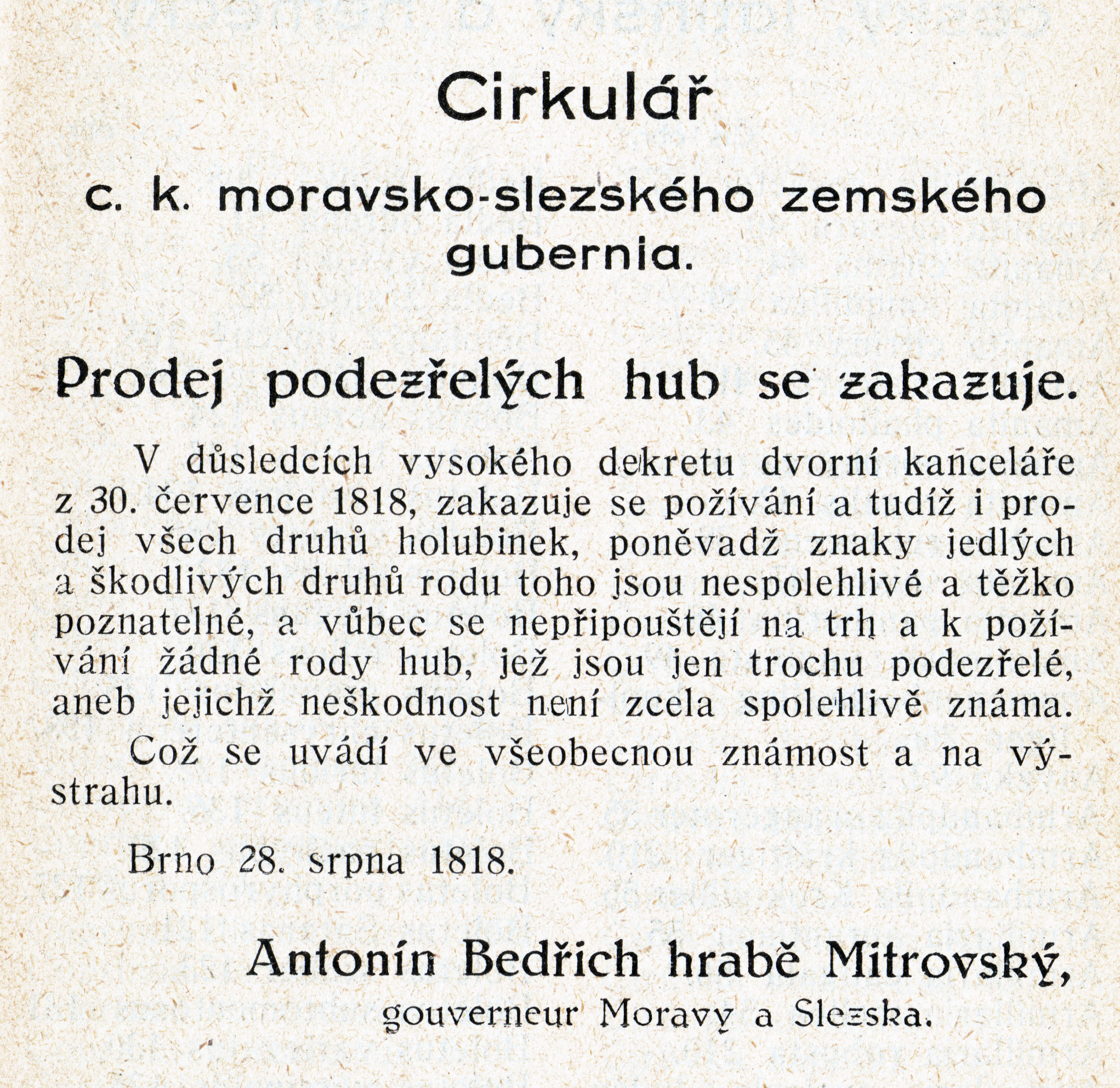
Cirkulář hraběte Mitrovského z roku 1818 o zákazu prodeje zaměnitelných hub včetně holubinek.

V roce 1920 poblíž Uherského Brodu zaměnila trojice pastevců muchomůrky zelené za zelené druhy holubinek; zemřeli všichni během několika dní.

### Významné otravy
Tři dobrovolné otravy muchomůrkou zelenou přežil francouzský lékař Pierre Bastien, který se rozhodl sám na sobě demonstrovat vlastní léčebné postupy. V roce 1974 snědl za přítomnosti notáře 50 g muchomůrky s chlebem a banánem. Po šesti hodinách (ještě před nástupem příznaků) odešel do nemocnice, kde na sobě nechal provést vlastní léčebný postup: dezinfekci střev antibiotiky, intravenózní aplikaci vysokých dávek vitamínu C a pití nápoje s obsahem draslíku. Otravu přežil, ale nemocnice se od jeho přístupu distancovala. Experiment proto po dvou letech zopakoval, ale opět bez kýženého výsledku. Třetí pokus provedl roku 1981 ve Švýcarsku, navíc v přímém televizním přenosu. Nechal si připravit 70 g muchomůrky zelené na másle. Po osmi hodinách, kdy se objevily první příznaky, si nechal intravenózně aplikovat vitamin C, poté vypil dezinfekci střev Ercefuryl a antibiotikum Abiocin. Krom toho byly pacientovi podány prostředky pro vyvolání zvracení. Léčení trvalo tři dny, po které jedl pouze mrkvovou kaši a od druhého dne i pekařské droždí. Bastien použil pouze léky, které se daly koupit v každé francouzské lékárně za částku nepřekračující 20 franků. I třetí pokus skončil úspěšně.

### Statistická data
Podle Smotlachy bylo v letech 1920–1935 novináři hlášeno průměrně 30 smrtelných otrav houbami ročně, v období mezi lety 1936–1940 počet otrav významně poklesl a v letech 1941–1945 opět vzrostl. 90 % těchto otrav bylo způsobeno faloidními muchomůrkami, přičemž za 80–90 % (~21–24 osob) byla odpovědná muchomůrka zelená.
V 60. letech se v Německu ročně otrávilo muchomůrkou zelenou zhruba 80–90 osob.
Na přelomu 60. a 70. let uvádějí Pilát a Dermek v rámci ČSSR 10–20 úmrtí za rok.

## Toxiny

Faloidin

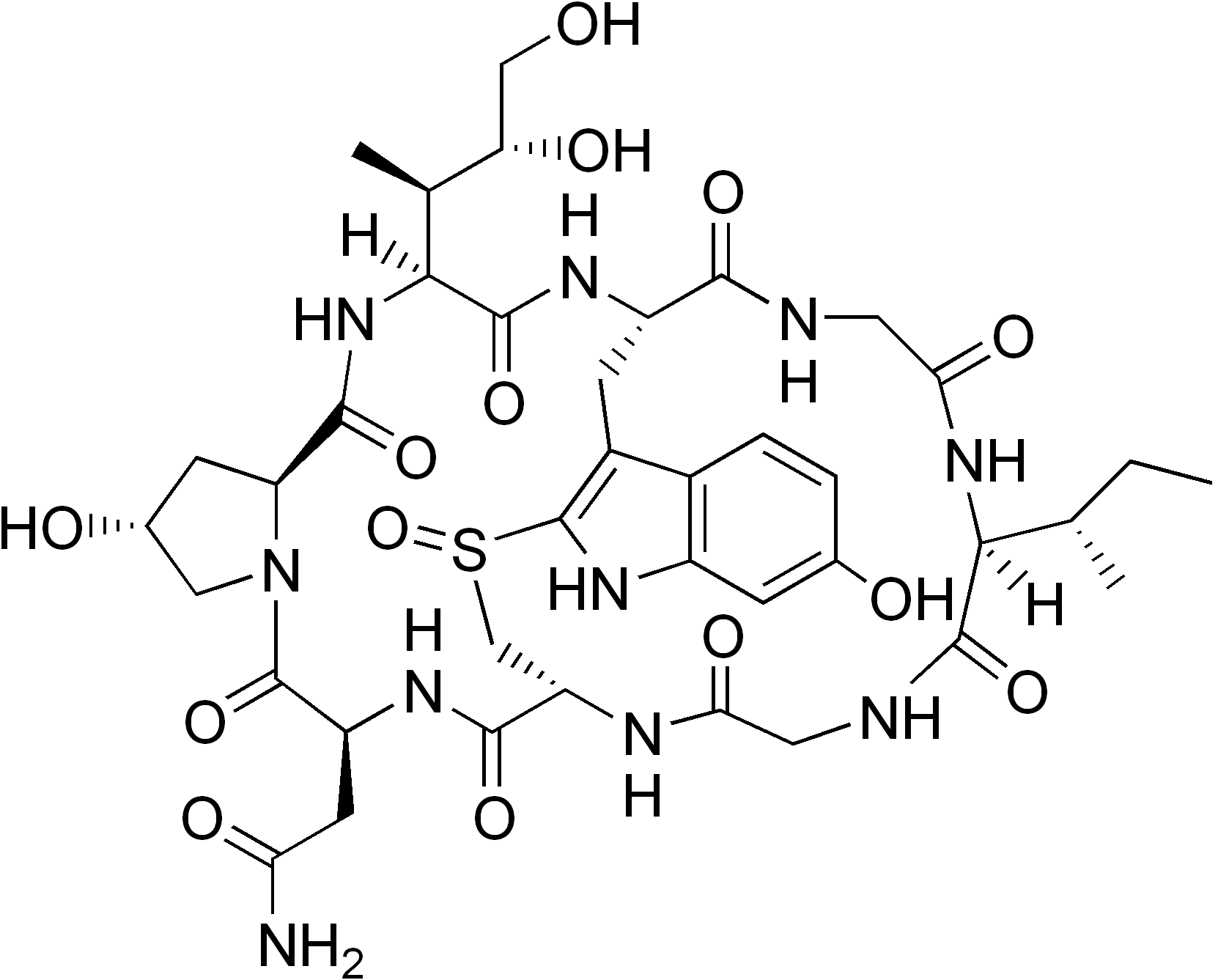
Alfa-amanitin

### Historie výzkumu
První seriózní výzkumy pocházejí z konce 18. století, kdy Paulet (1793) začal s pokusy na psech. V následujícím století byly objeveny první toxiny: Rudolf Kobert izoloval falin, látku s hemolytickým účinkem, Letellier objevil a nazval amanitin, Ore faloidin. Významnější pokrok přineslo nasazení chromatografie Renzem v roce 1932. Dalších milníků dosáhli sourozenci Wielandové: Ulrich Wieland s Lynenem získali roku 1937 z 220 kg kilogramů muchomůrek tři skupiny toxinů. V roce 1940 Heinrich Wieland s Witkopem zjistili vzorec faloidinu a o rok později s Hallermayerem i amanitinu.
Stále však nešlo o zcela čisté látky – k těm se dopracovali Theodor Wieland, Schmidt a Wirthová v letech 1949 a 1952, kteří ze skupiny amanitinů oddělili α a β-amanitin.

### Falotoxiny a amanitiny
Hlavní toxiny faloidního typu se dělí do dvou skupin: Jsou to falotoxiny, mezi které patří faloin, faloidin, falisin, falacin a falacidin – a dále amanitiny, které se značí řeckými písmeny alfa až omega a dále amanin a neúčinný amanulin. Falotoxiny účinkují na lidský organismus rychleji, jsou však méně škodlivé než pomalu pracující amanitiny, které působí větší škody. Falotoxiny i amanitiny se tepelným zpracováním nerozkládají, jsou termostabilní.

### Další obsahové látky
Koberův falin byl zprvu považován za hlavní toxin muchomůrky zelené, ale pozdější výzkumy prokázaly, že nemůže být zdrojem otravy. Přestože je tato hemolytická látka účinná i při zředění 1:125 000, jde o termolabilní sloučeninu, která se rozkládá při 65 °C, takže v tepelně zpracovaném pokrmu nemůže být přítomna. Rozkládají ji rovněž trávicí enzymy pepsin a pankreatin, takže i bez tepelného zpracování dochází k jejímu odbourání. Později byly objeveny ještě termolabilní hemolyty falolysin A a B.
Theodor Wieland objevil v muchomůrce zelené látku schopnou neutralizovat účinky amanitinů, kterou nazval antamanid. Tato sloučenina je však přítomna jen ve velmi nízké koncentraci. Existuje domněnka, že kolísavá jedovatost může být způsobena rozdílným obsahem antamanidu.

### Koncentrace a smrtelné dávky
Jan Macků se již v první polovině 20. století domníval, že obsah toxinů není v muchomůrce zelené konstantní. Tomu odpovídají i poměrně odlišné údaje o smrtelné dávce houby. Otravu (jako takovou) může způsobit již kávová lžička pokrmu z muchomůrky zelené. Celá plodnice pak stačí pro smrtelnou otravu 2 – 3 osob.
Ve 100 g čerstvé plodnice je obsaženo průměrně kolem 10 mg faloidinu, 8 mg alfa a 5 mg beta-amanitinu, 0,5 mg gama-amanitinu a stopy ostatních toxinů a antamanidu. Pro člověka je smrtelnou dávkou 0,1 mg na kilogram hmotnosti, což pro osobu s průměrnými 70 kg znamená požití 7 mg amanitinů, tedy asi 50 g plodnic houby.

## Obecné zásady a fakta
- Sběr lesních žampionů je vhodný pouze pro znalé osoby.[4]
- V případě podezření na otravu muchomůrkou zelenou je třeba okamžitě vyhledat lékařskou pomoc.[12]
- Je třeba nepodceňovat pocit zdánlivé úlevy, po kterém následuje druhá fáze otravy.
- Červivost či okus od veverek nepoukazuje na jedlost, lidské trávení je odlišné.